# Habronattus amicus
Habronattus amicus es una especie de araña saltadora del género Habronattus, familia Salticidae. Fue descrita científicamente por George Williams Peckham y su esposa E. G. Peckham en 1909.
Habita en los Estados Unidos. El macho de esta especie posee un abdomen peludo y tarsos oscuros. Presenta gran variedad geográfica.